# Principato di Aschaffenburg
Il Principato di Aschaffenburg (in tedesco Fürstentum Aschaffenburg) è stato un principato del Sacro Romano Impero creato nel 1803 e, in seguito allo scioglimento dell'Impero nel 1806, ha fatto parte della Confederazione del Reno fino al 1810, anno in cui ha cessato di essere sovrano. La sua capitale era Aschaffenburg.

## Storia
Con la secolarizzazione dell'arcivescovato di Magonza nel 1803, Karl Theodor Anton Maria von Dalberg fu compensato ricevendo i principati di Aschaffenburg e Ratisbona appena creati e la contea di Wetzlar . Oltre al Vicedominus di Aschaffenburg, il Principato di Aschaffenburg era costituito anche da Klingenberg, Lohr, Aufenau, Stadtprozelten, Orb e Aura.
Nel 1810, Napoleone consegnò Ratisbona alla Baviera, in cambio Dalberg ricevette i principati di Hanau e Fulda. Allo stesso tempo, i territori di Dalberg, Aschaffenburg, Francoforte, Wetzlar, Hanau e Fulda, furono uniti nel Granducato di Francoforte, che fu diviso nei quattro dipartimenti di Aschaffenburg, Francoforte, Fulda e Hanau. L'area del Granducato era di 5.160 km², la popolazione ammontava a circa 300.000 abitanti. La residenza di Dalberg rimase ad Aschaffenburg. Il 16 agosto 1810 fu promulgata una costituzione basata sul modello francese e nel 1811 fu introdotto il Codice civile. Dalberg era un sovrano progressista che, tra le altre cose, abolì la servitù della gleba e la servitù durante il suo breve regno, riformò il sistema scolastico e educativo ed emise un decreto sull'emancipazione degli ebrei. 
Tuttavia, il suo potere politico era limitato dalla supremazia francese. Dalberg lasciò il Granducato il 30 settembre 1813 e abdicò il 28 ottobre in favore del figliastro di Napoleone, Eugenio di Beauharnais. Dopo la battaglia di Lipsia, il Granducato di Francoforte si disintegrò: il territorio dell'ex dipartimento di Aschaffenburg divenne parte del Regno di Baviera nel 1814. La sottoprefettura di Wetzlar passò alla Prussia, il dipartimento di Hanau e in gran parte il dipartimento di Fulda passò all'Elettorato d'Assia (Assia-Kassel), mentre la Città Libera di Francoforte riacquistò la sua sovranità al Congresso di Vienna nel 1815.